# Christoph Westfalen
Christoph Westfalen ist der Funkrufname eines neben dem Flughafen Münster/Osnabrück stationierten Intensivtransporthubschraubers des ADAC.

## Geschichte
Das Luftrettungszentrum (LRZ) wurde am 28. Juni 1987 in Betrieb genommen und bis 30. Juni 1989 von der DRF Luftrettung mit einer Bölkow Bo 105 betrieben. Danach folgte bis September 1992 der Betreiber HSH mit einer Agusta A109. Von Oktober 1992 bis Oktober 1998 übernahm die Rotorflug mit einer Maschine des gleichen Typs den Dienst an der Station. Von Oktober 1998 bis Januar 1999 betrieb Rhein-Ruhr-Helikopter den Dienst. Bis November 1999 übernahm dann wieder Rotorflug, dann folgte erneut bis zum 31. Dezember 2001 die Rhein-Ruhr-Helikopter. Seit dem 1. Januar 2002 betreut die ADAC Luftrettung die Station. Das LRZ lag bis 2011 direkt am Flughafen Münster/Osnabrück und ist seitdem ca. 500 m weiter südlich in einem Neubau im Airportpark FMO untergebracht.
Bis Oktober 2016 ist das Flugmuster MBB/Kawasaki BK 117 genutzt worden, seitdem wurde das Nachfolgemodell Airbus Helicopters H145 D-2 eingesetzt. Seit dem 23. Dezember 2021 wird an der Station die erste H145 (D-3) mit Fünfblattrotor der ADAC Luftrettung (D-HYAR) eingesetzt. Vorteile gegenüber der H145 (D-2) mit Vierblattrotor sind eine etwas geringere Leermasse, ein gesteigerter Auftrieb sowie ein ruhigeres Flugverhalten. Die Maschine bietet damit bei gleicher Leistung eine um 150 kg höhere mögliche Nutzlast. Eine weitere Besonderheit der D-HYAR sind die Reflektorstreifen, die entlang der Konturen von Rumpf und Heck angebracht wurden. Diese verbessern die optische Wahrnehmung des Hubschraubers an Einsatzstellen, vor allem in der Dunkelheit.

## Einsätze
2018 wurden 1013 Einsätze geflogen. Einsatzgebiete in der Primärversorgung ist der Landschaftsverband Westfalen-Lippe sowie das südwestliche Niedersachsen. Auch grenzüberschreitende Primär-/Sekundäreinsätze in den Niederlanden gehören zu den Aufgaben.